# Teatro da Roma Antiga

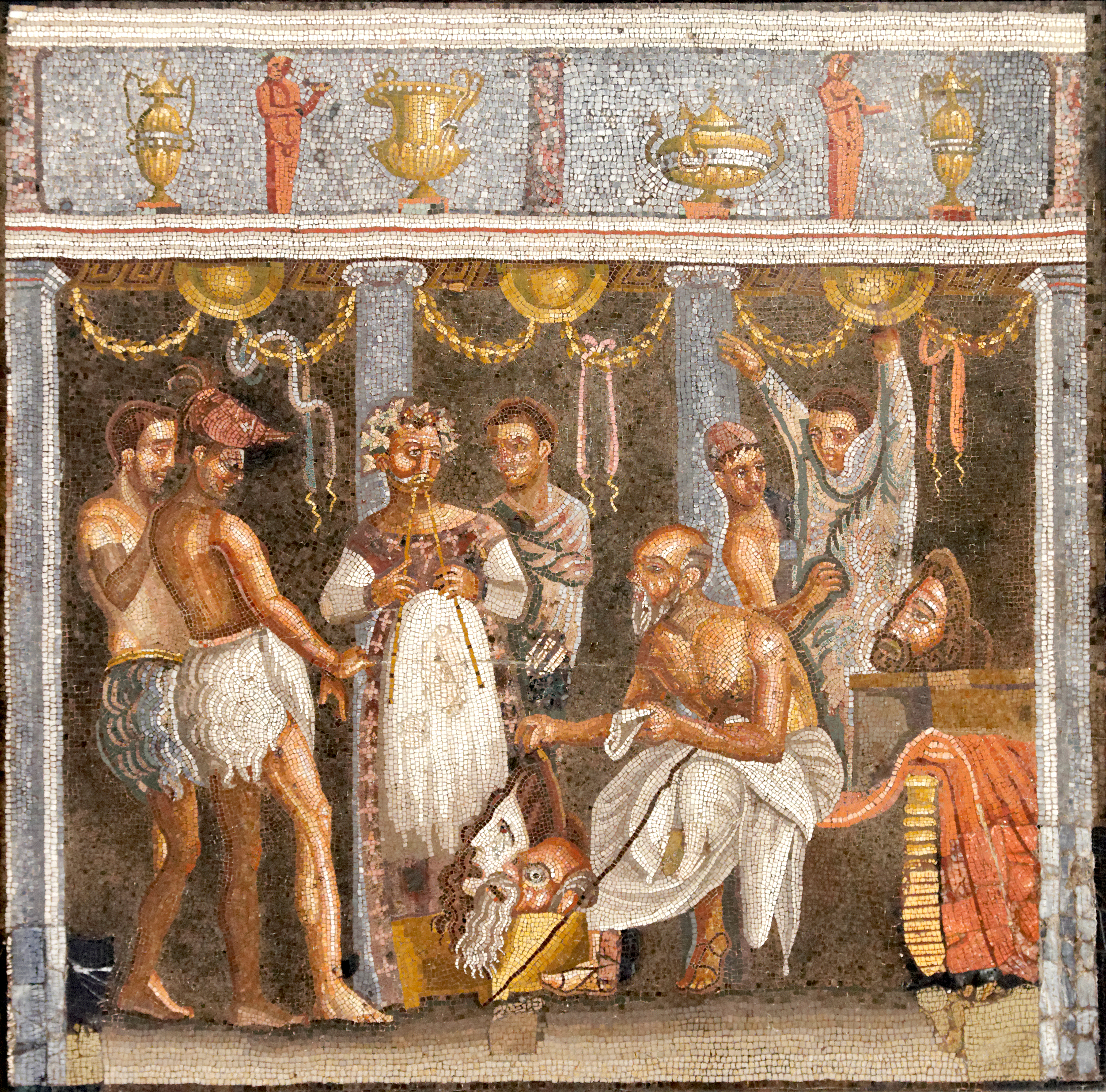
Mosaico romano retratando atores e um tocador de aulo (Casa do Poeta Trágico, Pompeia)

O teatro da Roma Antiga foi uma modalidade artística diversa, estendendo-se do teatro de rua e de acrobacia nos festivais à encenação das comédias de Plauto e Terêncio e das tragédias de Sêneca. Embora Roma tenha tido tradição própria na performance, a helenização cultural no século III a.C. teve um efeito profundo e energizante no teatro dessa civilização, estimulando o desenvolvimento de literatura de alta qualidade propícia à atuação.
O historiador Lívio postulou que os romanos teriam experienciado a arte teatral pela primeira vez no século IV a.C., por meio de uma performance de atores etruscos. Beacham defende que essa civilização já teria conhecido "práticas pré-teatrais" há algum tempo antes do registrado. O drama romano teve início de desenvolvimento em 240 a.C., com a execução de produções de Lívio Andrônico. Essa modalidade perdurou em popularidade na antiguidade tardia, pela metade do século IV d.C., com 102 de 176 ludos públicos tendo sido dedicados ao teatro, além de eventos com gladiadores e corridas de bigas, em número consideravelmente menor.